# Технофобія
Технофо́бія (від грец. τέχνη — мистецтво, майстерність і φόβος — страх) — страх або неприязнь до передових технологій або складних електронних приладів. Страх перед технічним прогресом взагалі. Не має стосунку до фобій у медичному сенсі. Технофобії протиставляється технофілія.
Уперше набувши широкого поширення під час промислової революції, технофобія спостерігається в різних спільнотах по всьому світу. Це спонукало певні групи людей встановити свою позицію щодо деяких сучасних технологічних розробок з метою збереження своєї ідеології. У деяких випадках нові технології конфліктують зі звичними віруваннями або особистими цінностями людей.

## Загальна інформація
Деякі групи людей мають негативне ставлення до нових технологій, вважаючи їх конфліктними з особистими моральними цінностями та звичними віруваннями. Вони надають перевагу старим технологіям через їхню зручність, простоту та екологічність.
Інший вид технофобії ― страх аварій. Навіть думка про можливу аварію викликає паніку. Дослідження показали, що технофобії більше схильні інтелектуальні люди, оскільки їхній мозок витрачає багато енергії на розумовий процес, створюючи захисний механізм проти нових технологій.
Причини виникнення технофобії можуть бути різними: упереджене ставлення, підвищена тривожність, страх, страх виглядати нерозумно, зіпсувати пристрій або нашкодити здоров’ю. Історично не кожне покоління мало доступ до технічних новинок, що також впливає на ставлення до них. Наприклад, в Японії створено робота-собаку, що може дружити з людиною, як живий пес, але технофоби скептично ставляться до таких розробок.
Уникнути технологій майже неможливо, тому технофоби змушені справлятися зі своїм страхом і користуватися ними. Технофобія не є клінічним розладом, але може спричиняти панічні атаки та тремор.
До технофобії схильні люди старшого віку, які уникають використання навіть інтернету. Інтроверти також менш схильні до нововведень. Важливими факторами є соціальний статус і рівень освіти: чим вищий рівень освіти, тим краще людина сприймає технічний прогрес. Культурне середовище також впливає на сприйняття нововведень.
Технофобів можна розділити на три категорії:
- Незручні технофоби: майже не освоюють нові технології;
- Когнітивні технофоби: використовують технології з острахом;
- Нетерплячі технофоби: переживають ірраціональний страх перед новими технологіями;

- Для подолання технофобії рекомендується опановувати нові технології поступово, цікавитися історією винаходів і змінити коло спілкування.[4][5]

Ознаки технофобії включають раптову втому, головний біль, порушення серцевого ритму, страх і паніку, тривогу і страждання, пальпітації, неспокій, потовиділення, труднощі з диханням, тремор, відсутність концентрації, уникнення технологій та відразу до нових пристроїв.
Сучасні пристрої мають підказки, що допомагають уникнути поломок. Важливо заспокоїтися і повірити у власні здібності. Існують також технофіли, які панікують при відключенні інтернету або розрядженні батареї ноутбука. Психотерапевти радять дотримуватися золотої середини і адекватно сприймати блага цивілізації. Якщо самостійно впоратися з технофобією не вдається, слід звернутися до психотерапевта, який може запропонувати ефективні методи лікування.

### Лікування технофобії
Лікування технофобії може включати навчання використанню нових технологій, короткі курси та демонстрацію можливостей освоєння технологій. У важких випадках може знадобитися психологічна допомога, зокрема когнітивна поведінкова терапія, яка використовує методи релаксації та експозиції, а також систематичну десенсибілізацію.
Інші ефективні методи лікування включають когнітивну терапію, засновану на розумінні та прийнятті, а також терапію третього покоління.
Фобії є відносно частими тривожними розладами, і багато людей страждають від різних фобій, таких як страх перед павуками, зміями або клоунами.

## Історія
Технофобія вперше поширилася під час промислової революції. З розвитком нових машин роботу кваліфікованих майстрів змогли робити некваліфіковані низькооплачувані працівники — такі, як жінки й діти, тому перші почали побоюватися за свої робочі місця (як засоби до існування). У 1675 році група ткачів уперше знищила машини, якими їх замінили на робочих місцях. До 1727 року руйнування машин стало настільки поширеним, що англійський парламент призначив покаранням за це смертну кару. Однак навіть це не зупинило хвилю вандалізму. У березні 1811 року група працівників, які виступали проти машин, об'єдналася під ім'ям такого собі Лудда — їх стали називати луддитами. Вони знищували важливі частини в'язальних машин, нападали на склади комплектуючих і подавали петиції про професійні права, погрожуючи ще більш активними акціями. Погані врожаї та голодні бунти допомагали їхній справі, сіючи занепокоєння серед населення і залучаючи до них прихильників.
Дев'ятнадцяте століття започаткувало сучасну науку працями Луї Пастера, Чарлза Дарвіна, Грегора Менделя, Майкла Фарадея, Анрі Беккереля і Марії Кюрі та винаходами Ніколи Тесли, Томаса Едісона й Александра Белла. Для багатьох світ змінювався надто швидко, вони побоювалися змін, що відбувалися, і хотіли повернути все назад, як в старі «прості» часи. Ці почуття виражалися, наприклад, в романтизмі. Романтики, як правило, ставлять уяву вище за розум, «органіку» над механікою, і прагнуть до більш «простих» пасторальних часів. Їхні представники — поети Вільям Вордсворт и Вільям Блейк — вважали, що технологічні зміни під час промислової революції «забруднюють» їх заповітні погляди на природу, як досконалу і чисту.
Після Другої світової війни страх перед технологіями продовжує зростати, багато в чому через бомбардування Хіросіми й Нагасакі. Під час холодної війни, маючи ядерну зброю, люди стали замислюватися: що стане зі світом тепер, коли людство має достатньо сили, аби знищити себе? В часи після закінчення Другої світової війни з'явився рух енвайронменталізм (охорона навколишнього середовища). Перша міжнародна конференція по забрудненню повітря була проведена в 1955 році, а в 1960-х дослідження вмісту свинцю в бензині викликали гнів захисників навколишнього середовища. У 1980-х більш серйозними загрозами стали вважатися виснаження озонового шару і глобальне потепління.

## Технофобні групи
Багато технофобних груп протестують проти сучасних технологій через переконаність у тому, що ці технології ставлять під загрозу їх спосіб життя і засоби для існування.
Однією з найвідоміших груп населення, які дуже давно дотримуються технофобних поглядів, є аміші, релігійна група менонітського спрямування, представники якої переважно проживають в США і Канаді. У амішів заборонені Інтернет, телебачення і радіо. Як основний транспортний засіб донині використовується кінний візок із залізними колесами, у житлових будинках не використовується електрика. Однак за 300 років існування аміші розділилися на кілька релігійних течій, представникам деяких з них дозволяється мати в користуванні трактора і вантажні автомобілі і використовувати електрику на подвір'ї.

## Технофобія в мистецтві
Деякі приклади технофобних ідей можна знайти в різних видах мистецтва, від літературних творів, таких як «Франкенштейн», до фільмів типу «Метрополіс» і «Мінлива хмарність, часом фрикадельки». Багато з цих робіт зображують «темний бік» технології, як її бачать технофоби. Оскільки технології стають все більш складними і важкими для розуміння, людей більшою мірою спонукають тривогами, пов'язані з сучасними технологіями. Найбільш характерним піджанром кіно, який висвітлює технофобію, є фантастичні фільми і фільми жахів про роботів.
У мультфільмі ВОЛЛ-І студії Pixar люди зображені ледачими, загодованими і слухняними через те, що пристосували роботів робити все за них.
У мультфільмі Супер шістка демонструється використання передової перспективної технології (мікроботи) в неправильних цілях.